# Etiqueta con tinta

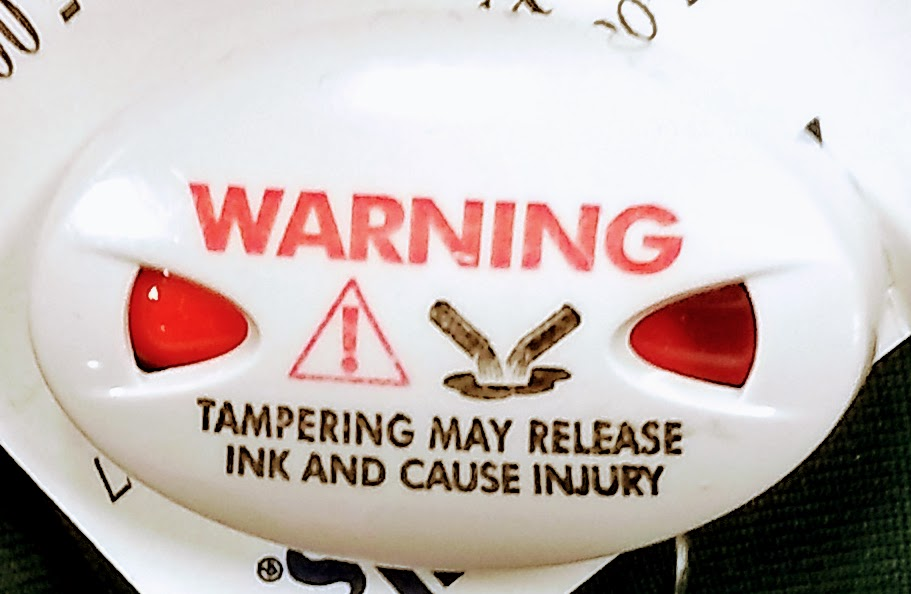
Una etiqueta con tinta utilizada para prevenir pérdidas minoristas. Está adosada a la ropa, con una etiqueta con el precio de papel debajo.

Las etiquetas con tinta son una forma de prevención de pérdidas en comercios minoristas, son muy utilizada por los minoristas de ropa. Se requiere equipo especial para quitar las etiquetas de la ropa. Cuando las etiquetas se quitan a la fuerza, uno o más viales de vidrio que contienen tinta permanente se romperán, lo que hará que se derrame la tinta sobre la ropa y la destruya de manera efectiva.
Las etiquetas con tinta entran en la categoría de prevención de pérdidas llamada denegación de beneficios. Como sugiere el nombre, una etiqueta con tinta niega al ladrón cualquier beneficio por sus esfuerzos. A pesar de esto, los ladrones de tiendas han encontrado formas de evitarlas. Las etiquetas con tinta son más efectivas si se usan junto con otro sistema anti-hurto de modo que el ladrón no pueda usar el producto o quitar la etiqueta con tinta.